# Еми Албус
Еми Албус (Вупертал, 13. децембар 1911 — Берлин, 29. септембар 1995) била је немачка атлетичарка, члан клуба Бармер ТВ 1846, из Вупертала, специјалиста за трчање на 100 и 200 метара.

## Спортска каријера
Од 1934. до 1936. била је чланица немачке штафете 4 х 100 метара приликом постављање два светска рекорда. На Европском првенству 1938. у Бечу освојила је златну медаљу са немачком штафетом 4 х 100 метара. Штафета је трчала у саставу Јозефина Кол, Кете Краус, Еми Албус и Ида Кинел.
Године 1956. удала се за немачког спринтера Валтера Лирша.

## Значајнији резултати
| Година | Такмичење       | Место  | Дисциплина | Пласман | Резултат | Белешка |
| ------ | --------------- | ------ | ---------- | ------- | -------- | ------- |
| 1936   | Олимпијске игре | Берлин | 100 м      | 6.      | 12,3     |         |
| 1936   | Олимпијске игре | Берлин | 4 х 100 м  | финале  | ДИСК     | [ 3 ]   |
| 1938.  | ЕП 1938.        | Париз  | 4 х 100 м  |         | 46,8     |         |

## Рекорди са штафетом 4 х 100 метара
- 48,7 сек. немачки рекорд: 10. јун 1934. Витемберг (Еми Албус,Кете Краус, Мари Долингер, Илзе Дерфелт)
- 47,5 сек. европски рекорд: 24. јун 1934. Ленеп (Еми Албус, Кете Краус, Мари Долингер, Илзе Дерфелт)
- 46,5 сек. светски рекорд: 21. јун 1936. Келн (Кете Краус, Еми Албус, Мари Долингер, Грете Винкелс)
- 46,4 сек. светски рекорд: 8. август 1936. Берлин (Победа у полуфиналу ЛОИ): Еми Албус, Кете Краус, Мари Долингер, Илзе Дерфелт)